# 하깨

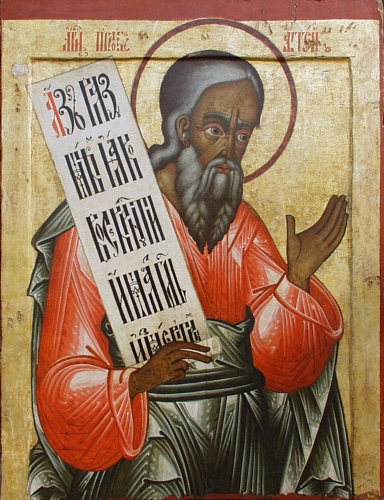
하깨의 러시아 이콘, 18세기 (러시아 카렐리야 키지 수도원의 이코노스타시스)

하깨 (/ˈhæɡaɪ/; 히브리어: חַגַּי – Ḥaggay; 코이네 그리스어: Ἀγγαῖος; 라틴어:  Aggaeus)는 예루살렘 제2성전을 지을 때 히브리 예언자이며, 히브리어 성경의 열두 소예언자 중 하나이고, 하깨서의 저자이다. 그는 기원전 520년에 유대인들에게 성전을 재건하라고 명령한 예언으로 알려져 있다. 그는 유다 지파의 신바빌로니아 유수로부터 유수 후 선지자 셋 중 하나였으며, 그들은 바빌로니아에서 포로로 잡혀 있다가 귀환 후 시작된 유대 역사의 시기에 속했다.

## 같이 보기
- 하깨서